# Miserey-Salines
Miserey-Salines är en kommun i departementet Doubs i regionen Bourgogne-Franche-Comté i östra Frankrike. Kommunen ligger i kantonen Besançon-3 som tillhör arrondissementet Besançon. År 2022 hade Miserey-Salines 2 660 invånare.

## Befolkningsutveckling
Antalet invånare i kommunen Miserey-Salines
Referens:INSEE